# Макферсон (Канзас)
Макферсон (англ. McPherson) — місто (англ. city) в США, в окрузі Макферсон штату Канзас. Населення — 14 082 особи (2020).

## Географія
Макферсон розташований за координатами 38°22′18″ пн. ш. 97°39′38″ зх. д. / 38.37167° пн. ш. 97.66056° зх. д. (38.371742, -97.660528).  За даними Бюро перепису населення США в 2010 році місто мало площу 18,72 км², з яких 18,59 км² — суходіл та 0,13 км² — водойми.

## Демографія
Згідно з переписом 2010 року, у місті мешкало 13 155 осіб у 5521 домогосподарстві у складі 3534 родин. Густота населення становила 703 особи/км².  Було 5952 помешкання (318/км²).
Расовий склад населення:
| - 93,2 % — білих - 1,5 % — чорних або афроамериканців - 0,8 % — азіатів - 0,4 % — корінних американців - 0,1 % — вихідців з тихоокеанських островів - 1,8 % — осіб інших рас |

До двох чи більше рас належало 2,2 %. Частка іспаномовних становила 4,8 % від усіх жителів.
За віковим діапазоном населення розподілялося таким чином: 24,4 % — особи молодші 18 років, 59,1 % — особи у віці 18—64 років, 16,5 % — особи у віці 65 років та старші. Медіана віку мешканця становила 38,5 року. На 100 осіб жіночої статі у місті припадало 97,5 чоловіків;  на 100 жінок у віці від 18 років та старших — 94,7 чоловіків також старших 18 років.
Середній дохід на одне домашнє господарство  становив 68 020 доларів США (медіана — 53 566), а середній дохід на одну сім'ю — 81 836 доларів (медіана — 68 466). Медіана доходів становила 50 792 долари для чоловіків та 34 095 доларів для жінок. За межею бідності перебувало 6,2 % осіб, у тому числі 4,3 % дітей у віці до 18 років та 6,7 % осіб у віці 65 років та старших.
Цивільне працевлаштоване населення становило 7028 осіб. Основні галузі зайнятості: освіта, охорона здоров'я та соціальна допомога — 26,3 %, виробництво — 25,8 %, роздрібна торгівля — 7,5 %, мистецтво, розваги та відпочинок — 7,4 %.